# 柳元章
柳元章（？—？），名粲，字元章，一作元璋，以字行，河东郡南解县（今山西省永济市）人，出自河东柳氏东眷，北魏官员。

## 生平
柳元章身材魁梧，历任太尉中兵参军、司空录事、司徒从事中郎，升任相州平东府长史。正光元年（520年）七月，当时相州刺史中山王元熙在邺城起兵要想除掉元乂。柳元章和别驾游荆之、魏郡太守李孝怡等人暗中招募城中百姓，在十天之后率领众人擂鼓呐喊攻入城，杀死元熙部下四十多人，活捉元熙、元熙弟弟元纂、元熙三个儿子元景献、元仲献、元叔献，将他们关押在高楼中，柳元章获赐爵安阳伯，出任正平郡太守。之后灵太后重新当政，柳元章被削除官爵，在家中去世。

## 家族

### 祖父
- 柳师子，州主簿、州都、鹰扬将军、襄阳男[2]

### 父亲
- 柳文明，北魏州主簿[10]

### 兄弟姐妹
- 柳仲仁[10]
- 柳季和[10]
- 柳敬怜，嫁北魏持节、征虏将军、都督征豳军事，兼七兵尚书、西道行台、阴盘文烈男韦彧，封澄城郡君[2]

### 子女
- 柳景宾[10]
- 柳景鸿，北周闻喜县县令[10][3][4]
- 柳遗兰，嫁北周车骑将军、廷尉卿、频阳县侯韦彪[2]